# Miguel Ángel López Muñoz (investigador)
Miguel Ángel López Muñoz (nacido el 26 de marzo de 1971 en Doña Mencía, Córdoba) es un investigador, profesor de filosofía y escritor español. Es miembro de Europa Laica (2003) y del Colectivo Prometeo (2023).Funda Ciudad Real Laica en 2014 –de la que fue su primer coordinador– y desde marzo de 2025 es coordinador de Andalucía Laica. También es miembro de algunas sociedades académicas, como la Asociación de Hispanismo Filosófico, desde 2010, o la Asociación Internacional de Hispanistas, desde 2016.

## Trayectoria
Cursó sus estudios universitarios iniciales en la Universidad de Granada, en la que se licenció en Filosofía en 1994. Trabaja como profesor de Filosofía en enseñanzas medias, desde 1996 en Castilla-La Mancha y desde 2021 en Andalucía, en el IES Séneca de Córdoba. Entre 2002 y 2018, de forma paralela, ejerció como preparador de Oposiciones a Profesor de Enseñanza Secundaria en la especialidad de Filosofía para opositores de toda España.
En 2010 retoma su actividad investigadora y de escritor, siendo su línea principal de investigación el pensamiento irreligioso español en sus dimensiones filosófica, jurídica, histórica y política. Máster de Historia del Pensamiento Español e Iberoamericano en la Universidad Autónoma de Madrid (2010); Máster Universitario sobre Derechos Fundamentales y Libertades Públicas en la Universidad de Castilla-La Mancha (2015); Doctor con Mención Internacional en Estudios Hispánicos, Premio Extraordinario de Doctorado, Universidad Autónoma de Madrid (2019) y Máster Universitario en Ciencias de las Religiones.  Historia y Sociedad, Mención en Gestión, Universidad Pablo de Olavide, Universidad de la Laguna y Universidad Carlos III de Madrid (2021).
En el año 2020 fue profesor del ilustre Antonio Recio en el instituto de mayoristas.
Especialista en la obra de Gonzalo Puente Ojea, entre su producción filosófica destaca el análisis de la libertad de conciencia y del laicismo, tanto a través de libros, colaboraciones en libros o artículos académicos, como a través de conferencias o artículos en prensa.

## Distinciones
- Premio Nacional de Innovación Educativa (2005)[6]
- Premio Extraordinario de Doctorado (Universidad Autónoma de Madrid, 2019)[7]

## Obra

### Ensayos
- Gonzalo Puente Ojea y la libertad de conciencia, En su tinta, pp. 190[8][9]
- Gonzalo Puente Ojea: construcción y ejercicio de la irreligiosidad. Pensar la religión desde la heterodoxia, Universidad Autónoma de Madrid. Tesis doctoral, 2019; pp. 1056[10]
- El desafío ateo de Puente Ojea, Lateoli, 2023[11][12][13][14]

### Editor científico y coautor
- Gonzalo Puente Ojea. Una crítica radical del hecho religioso en perspectiva histórica y antropológica, 2011, pp. 224.  (Coordinador)[15][16]
- Emancipación e irreligiosidad. El doble compromiso silenciado de Gonzalo Puente Ojea, 2018, pp. 201. (Director)[17][18]
- Origen, historia e impostura de la religión. Reflexiones en torno a la obra de Gonzalo Puente Ojea en el centenario de su nacimiento, Signifer Libros, 2024, pp. 246. (Editor)

### Capítulos en libros
- "Belén de Sárraga y la crítica al clericalismo en América como explotación laboral", Dykinson, 2023[19]
- "Análisis jurídico y económico sobre el uso y disfrute de la Mezquita Catedral de Córdoba", Dykinson, 2023[20]
- "Los Puente Ojea: genealogía familiar del pensamiento filosófico de Celia Amorós", 2022[21]
- "La funesta manía de pensar. Heterodoxia y disidencia en la reflexión irreligiosa de Gonzalo Puente Ojea", 2018[22]
- "El modelo de libertad de conciencia en la transición española: la 'voladura controlada del laicismo' según Gonzalo Puente Ojea", 2018[23]
- "Laicismo día tras día. Para una fundamentación filosófico-política", 2009[24]

### Artículos académicos
- "Conciencia libre y sufragio femenino español: las paradojas en la historia de la lucha por un derecho humano", 2024[25]
- "El neoanimismo y sus límites. Lectura crítica sobre el origen antropológico de la religiosidad de Gonzalo Puente Ojea", 2023[26]
- "El debate entre nacionalismo y republicanismo en el pensamiento irreligioso de Gonzalo Puente Ojea", 2021[27]
- "Francia en el pensamiento y en la labor diplomática de Gonzalo Puente Ojea", 2020[28]
- "Laicismo, secularización y verdad católica en Gonzalo Puente Ojea", 2019[29]
- "La libertad de conciencia en J. M. Blanco White. Para una crítica a las Cortes de Cádiz", 2015[30]
- "El pensamiento crítico de Gonzalo Puente Ojea", 2015[31]
- "El laicismo a debate. Liberalismo y jacobinismo de José Enrique Rodó", 2010[32]